# Chêne-Sec
Chêne-Sec település Franciaországban, Jura megyében. Lakosainak száma 39 fő (2022. január 1.). Chêne-Sec La Chassagne, Rye és Beauvernois községekkel határos.

## Népesség
A település népességének változása:
| Lakosok száma | 56   | 43   | 50   | 40   | 34   | 34   | 36   | 39   | 39   | 39   |
|               | 1968 | 1982 | 1990 | 2006 | 2013 | 2015 | 2017 | 2019 | 2020 | 2022 |